# Katharina Kunter
Katharina Kunter (* 1968) ist eine deutsche Neuzeithistorikerin.

## Leben
Kunter studierte Geschichte und Ev. Theologie (1. und 2. Staatsexamen für das Lehramt an Gymnasien). Nach der Promotion (Dr. phil.) 1998 in Gießen und der Habilitation 2004 in Karlsruhe (Venia Legendi: Neuere und Neueste Geschichte) ist sie seit 2020 Professorin für Kirchliche Zeitgeschichte an der Theologischen Fakultät der Universität Helsinki.
Neben Fachveröffentlichungen, insbesondere zur Geschichte des Protestantismus im 20. Jahrhundert, veröffentlicht sie auch Kinderbücher zu christlichen Themen.

## Schriften (Auswahl)
- Die Kirchen im KSZE-Prozeß 1968–1978. Stuttgart 2000, ISBN 3-17-015977-1.
- Erfüllte Hoffnungen und zerbrochene Träume. Evangelische Kirchen in Deutschland im Spannungsfeld von Demokratie und Sozialismus (1980–1993). Göttingen 2006, ISBN 3-525-55745-0.
- 500 Jahre Protestantismus. Eine Reise von den Anfängen bis in die Gegenwart. Stuttgart 2017, ISBN 978-3-95619-281-4.
- Geheimversteck Wartburg. Jan und Mila auf den Spuren Martin Luthers. Gabriel, Stuttgart 2017.
- mit Harmjan Dam: Kirchengeschichte des 20. Jahrhunderts im Religionsunterricht. Basiswissen und Bausteine für die Klasse 8–13. Göttingen 2019, ISBN 3-525-77027-8.
- Geheimstadt Vatikan. Jan und Mila treffen den Papst. Gabriel, Stuttgart 2018, ISBN 978-3-522-30503-7.
- Geheimzeichen Jakobsmuschel. Jan und Mila entdecken den Jakobsweg. Gabriel, Stuttgart 2021, ISBN 978-3-522-30558-7.